# Addi Furler
Adolf „Addi“ Furler (* 21. März 1933 in Berlin; † 30. August 2000 in Köln) war ein deutscher Sportjournalist und Fernsehmoderator.

## Leben
Furler kam 1959 als Nachrichten- und Programmsprecher zum Westdeutschen Rundfunk. Ab 1961 gehörte er zusammen mit Günter Siefarth und Ernst Huberty zu den ersten Moderatoren der ARD-Fernsehsendung Sportschau, in deren 5000. Ausgabe er 1995 zum letzten Male auftrat. Von 1962 bis 1965 war er Chefreporter bei der Deutschen Welle. Der Traberzüchter und mit 39 Siegen erfolgreiche Amateur-Trabrennfahrer Furler war ein ausgewiesener Pferdesportexperte und Erfinder der Auszeichnung Galopper des Jahres. Darüber hinaus war Furler Sprecher bei zahlreichen Fernsehdokumentationen, als Synchronsprecher war er an etwa hundert Spielfilmen beteiligt.
Am 12. Juni 1994 erhielt er das Verdienstkreuz 1. Klasse der Bundesrepublik Deutschland.
Addi Furler litt seit 1968 an einer schweren Nierenkrankheit und musste dreimal pro Woche an eine künstliche Niere angeschlossen werden, bis im März 1982 eine Spenderniere gefunden und erfolgreich transplantiert werden konnte. Er starb im Jahr 2000 nach einer Bandscheibenoperation an Multiorganversagen.

## Schriften
- mit Fritz Klein: In Sattel und Sulky. Alles über den Pferdesport. Stalling, Oldenburg; Hamburg 1976, ISBN 3-7979-1944-1.
- Der mit den Pferden spricht. Addi Furler liest Monty Roberts. Gekürzte Buchfassung. 3 Tonkassetten. Lübbe, Bergisch Gladbach 1998, ISBN 3-7857-1032-1.